# Lepthyphantes hirsutus
Lepthyphantes hirsutus là một loài nhện trong họ Linyphiidae.
Loài này thuộc chi Lepthyphantes. Lepthyphantes hirsutus được Andrei V. Tanasevitch miêu tả năm 1988.